# Szőnyi Ferenc (költő)
Szőnyi Ferenc (Nyíregyháza, 1944. március 22. – Budapest, 2017. április 13.) költő, műfordító, diplomata.

## Élete és munkássága
Iskolai tanulmányait Gyulán, illetve Budapesten végezte. 17 éves korában díjat nyert a Magyar Rádió „Így írunk mi” című, középiskolás diákok részére kiírt országos irodalmi pályázatán.
Az érettségi vizsgák letétele után egy évig rakodómunkásként, újabb egy évig adminisztrátorként dolgozott Budapesten. 1964-ben felvételt nyert az ELTE Bölcsészettudományi Karára, ahol 1969-ben magyar-spanyol szakos középiskolai tanári oklevelet szerzett. Néhány hónapos idegen nyelvű levelezői tevékenység után három évig a Magyar Rádió és Televízió Énekkarának hivatásos énekese volt, majd – ugyancsak három évig – az Országos Filharmónia Rendezési Főosztályán dolgozott mint hangversenyszervező. Ebben az időszakban kezdett irodalmi tanulmányokat publikálni, első regényfordítása 1973-ban jelent meg (Salvador Garmendia: Parányok). 1975 decemberétől 1991 szeptemberéig az Európa Könyvkiadó lektora volt. Ebben a 16 évben több külföldi tanulmányúton vett részt (Spanyolország, Panama, Kolumbia). Verseket 1985 óta publikál a Mozgó Világ, a Látóhatár, a Holmi és más irodalmi folyóiratokban, első önálló verseskötete Kötéltáncos szél címmel 1996-ban jelent meg a Cserépfalvi Könyvkiadónál. Közben – 1991-ben – radikális pályamódosítással a Külügyminisztériumhoz került át, ahol 2005 végén bekövetkezett nyugdíjazásáig a Latin-amerikai, illetve Amerikai Főosztályon dolgozott. 1993 és 1998 között a Magyar Köztársaság kolumbiai nagykövetségén (Bogotában) teljesített diplomáciai szolgálatot, majd 2001 és 2005 között a Magyar Köztársaság Uruguayba és Paraguayba is akkreditált nagyköveteként az argentínai magyar nagykövetséget vezette. Az ő tevékeny közreműködésével adta ki a Buenos Aires-i Katolikus Egyetem Anonymus Gesta Hungarorumának spanyol fordítását, s avatta fel az argentínai magyar emigráció a Buenos Aires-i Magyarország teret Latin-Amerika egyetlen székely kapujával, valamint a magyar Mária-oltárt a lujáni zarándoktemplom altemplomában.
Panamában, Kolumbiában, Argentínában, Uruguayban és Paraguayban számos előadást tartott a magyar történelemről és irodalomról.
A diplomáciától történt visszavonulása óta minden idejét költői és műfordítói tevékenységének szentelte.
Köteteit Lator László, Tellér Gyula, Sumonyi Papp Zoltán, Elmer István és Borbély László mutatta be a Petőfi Irodalmi Múzeum, a MOM Kultúrház, a PEN Club, a Litea Könyvesbolt és a Magyar Írószövetség rendezésében. 2014 őszén Gyulán és Kőszegen is volt költői estje.
2015 júniusában Magyarország képviseletében kerekasztal beszélgetésen vett részt Spanyolországban, a Visegrádi Négyek kortárs líráját bemutató két esten (Madridban és Toledóban). Ez alkalmakkor több verse is elhangzott spanyol fordításban.
A Magyar Írószövetségnek és a Művészeti Alapnak (mai jogutódja a Magyar Alkotóművészek Országos Egyesülete) 1981, a Magyar Pen Clubnak pedig 2006 óta volt tagja.
2016-ban „Zrínyi utolsó imája” című versével díjat nyert a Magyar Napló és a Zrínyi Emlékbizottság által kiírt évfordulós emlékpályázaton.
Néhány hónapig tartó súlyos betegség után, 2017. április 13-án meghalt.

## Elismerései
- Európa Könyvkiadó Nívódíja (1980)

## Művei

### Versek
- Kötéltáncos szél; Cserépfalvi, Bp., 1996
- A nyíl, a kard, az ágyú és a sors (dráma), 2007
- Házőrző lelkiismeret (Ami a nagyköveti jelentésekből kimaradt); Gondolat, Bp., 2007
- Miféle Orpheusz; Gondolat, Bp., 2013
- Félrevert csend. Versek, fordítások, próza, egyebek; Gondolat, Bp., 2014
- Hanem csak egy szóval mondd; Gondolat, Bp., 2017

### Műfordítások
- Garmendia, S.: Parányok. 1973. (regény)
- Namora, F.: Búza és konkoly. 1976. (regény)
- de Rojas, F.: Celestina. [Károlyi Sándor fordításának átdolgozása és kiegészítése], 1979. (dráma)
- Maldonado, S.: A cuencai gyilkosság. 1983. (dokumentumregény)
- de Guzmán, E.: Jaj a legyőzöttnek! 1986 (memoárregény)
- Sábato, E.: Az alagút. 1987. (regény)
- Buero Vallejo, A.: Drámák. 1988.
- Cela, C. J.: Az archidoniai bájdorong páratlan és dicsőséges hőstette. 1991. (szatirikus regény)
- Paz, Octavio: Az erotikus túlpart. 2002. (irodalmi esszé)
- Fuentes, Carlos: Diana, a magányos vadász. 2005. (regény)
- Vargas Llosa, Mario: A rossz kislány csínytevései. 2006. (regény)
- Lope de Vega: A táncmester. 2006. (verses dráma)
- de Rojas, Fernando: Celestina. 2010. (színdarab)
- de Moratín, Leandro Fernández: Amikor igent mond a kislány. 2012 (színdarab)
- Vásquez, Juan Gabriel: Becsapódás. 2013. (regény)
- Vásquez, Juan Gabriel: A hírnév. 2015. (regény)
- Vargas Llosa, Mario: A diszkrét hős. 2015. (regény)

Továbbá Roberto Arlt, Gabriel García Márquez, Augusto Roa Bastos, Julio Cortázar, Adolfo Bioy Casares, Abelardo Castillo, Cecilia Caicedo és Carlos Fuentes elbeszélései, valamint – sok más költő mellett – Martialis, Keresztes Szent János, Carl Michael Bellman, Candelario Obeso, Fernando Pessoa, Rafael Alberti, Gabriela Mistral, Delmira Agustini, María Eugenia Vaz Ferreira, Luis Palés Matos, Anabel Torres és Octavio Paz versei